# Variolació
La variolació o variolització va ser un mètode de profilaxi d'immunització utilitzat abans del descobriment de les denominades vacunes. Consistia a posar en contacte a una persona amb el virus de la verola de manera que aquesta esdevenia infectada. Tot i infectar-se, el virus es trobava en un estat poc virulent de manera que es minimitzava la gravetat de la infecció i d'aquesta manera es podia induir la immunitat enfront de possibles infeccions futures.
La verola és una malaltia altament contagiosa que havia causat epidèmies constants a tot el món, deixant moltes baixes al llarg de tota la història. El virus de la verola, el qual va evolucionar a partir d'un Orthopoxvirus a l'Àfrica, ha produït la mort a més persones que qualsevol altre microorganisme durant tota la història de la humanitat.

## Història

### Orígens
Es creu que aquesta tècnica va aparèixer al voltant de l'any 10.000 aC en el moment que es van produir els primers assentaments agrícoles al nord-est d'Àfrica i que es va estendre a partir d'aquí cap a l'Índia pels antics mercaders egipcis. Les primeres evidències de contagi per verola es poden observar en els rostres de mòmies enterrades entre els anys 1570 i 1085 aC. En el cap momificat del faraó Ramsès V (mort l'any 1160 aC) es va trobar que tenia lesions idèntiques a les cicatrius que deixa la verola.
Els primers registres de la verola a la Xina daten de l'any 1000 aC. La malaltia es va esmentar en un llibre xinès de medicina per Ko Hung en el segle IV aC.
Ko Hung, fou un famós alquimista i observador acurat, va escriure tractats on descrivia el beri-beri (deficiència de vitamina B), l'hepatitis i la pesta, i va donar un dels primers articles de la verola. La majoria de les persones infectades moria si no era tractada. Si una víctima aconseguia curar-se, li quedaven cicatrius púrpures negres per tot el cos.
La verola va destruir els exèrcits del governador etíop, Abrehah, ja que van assetjar La Meca en l'any 571 dC, i la malaltia va assolar la Xina en una gran epidèmia l'any 654 dC.
El desastre va ser vist a França al segle vi dC, a Egipte, al segle vii dC, i es va estendre a Espanya i a tot Europa a partir de llavors.
Abu Bakr ar-Razi (Rhazes, 865-925 dC) va escriure un tractat sobre la verola i el xarampió (el títol en llatí era «Lliber de pestilent» i en àrab «Kitab al-jadari wa’l-hasbah») que els reconeix com dos malalties clínicament diferents i definides pel diagnòstic de la verola.
La colonització europea va portar la verola a Amèrica i al Sàhara. Aquesta malaltia va matar milions d'indígenes al segle XVI amb una taxa de mortalitat superior al 50% en les poblacions que no havien estat exposades i, per tant, no eren immunes. Les conquestes espanyoles de les Amèriques al segle xvii van coincidir amb grans epidèmies de verola, reduint les poblacions d'indígenes que es van veure desbordades i no van poder resistir als exèrcits d'Hernán Cortés i Francisco Pizarro. El 1721, es van tractar 5.759 casos de verola a Boston (la població en aquell moment era 10.700 persones) i va morir un de cada set pacients. Al segle xviii, la verola matava de 200.000 a 600.000 persones cada any a Europa.
En resum, podem dir que la verola al llarg de la història ha donat repetides epidèmies que han escombrat grans continents, minvant les poblacions.

### Primeres tècniques d'inoculació

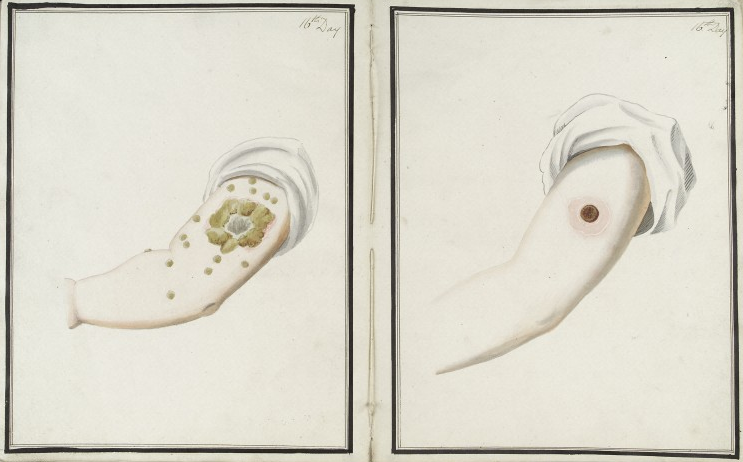
A l'esquerra la tècnica de variolació (Inoculació verola humana); a la dreta la vacunació (Inoculació verola bovina)

Abans del descobriment de la vacuna contra la verola de les vaques, la inoculació amb la matèria variolosa va ser el més estès, funcionant com a preventiu contra la malaltia. El terme deriva de la paraula Llatina varius («tacat») o de varus («marca a la pell»). El mètode de la variolació ha estat àmpliament utilitzat en l'Orient per diverses cultures antigues durant molts segles. Es va assenyalar amb precisió a l'Índia, la Xina i Circassià que les víctimes poques vegades tenien recaiguda de la malaltia, i que els segons atacs van ser superats fàcilment sense deixar lesions greus ni permanents.
Al segle x dC, els xinesos tracten de transferir la infecció a individus que siguin susceptibles de tenir la malaltia i, poder arribar a transferir la immunitat. Van observar que amb l'obertura de pústules (amb la verola madura) i assecant les pústules amb una mica de cotó, si després es col·locaven sobre els nassos dels qui s'havien d'infectar, aquests adquirien el virus i, de vegades, també la immunitat. S'ha d'entendre que ens trobàvem en un context molt experimental, on es feien moltes proves.
A l'Índia, es va observar que la taxa de mortalitat va ser menor en algunes epidèmies, però, la infecció no s'havia aconseguit extingir. Durant les epidèmies més lleus, les mantes de la gent que havia tingut la verola van ser recollides i van embolicar els nens amb la intenció de transmetre una forma lleu de la malaltia.
Un altre mitjà de transmissió de la verola de persona a persona es coneix com a inoculació, i es refereix a la instal·lació subcutània del virus de la verola a persones no immunes. L'inoculador utilitzat és una llanceta mullada amb matèria fresca presa d'una pústula madura d'una persona que ha tingut la verola (aquesta tècnica principalment s'utilitzava per als nens). Al cap de 3 dies apareixia una lesió cutània local i al cap de 4 o 5 dies en convertiria en una gran lesió eritematosa, pústules amb lesions satèl·lits. En aquest context, els termes d'inoculació i variolació s'utilitzen indistintament. La inoculació es va convertir en el més adequat per la lluita contra la verola abans del descobriment de la vacunació i es practicava àmpliament a l'Àfrica, l'Índia i la Xina.

### Imperi Otomà
Turquia va patir moltes epidèmies de verola que van assolar el país en l'època otomana (1299-1923). La variolació va esdevenir una tècnica molt important per evitar la mort i la desfiguració produïda per la malaltia. Algunes fonts afirmen que els comerciants circassians van introduir la variolació en l'Imperi Otomà al segle xvii.
Dones del Caucas van inocular el virus a nens en zones no visibles on les cicatrius no es podien veure. Aquestes van portar a la pràctica la variolació a la Cort Imperial Otomana. La variolació es practicava des de feia molt temps a Turquia, en les dècades del segle xvii.

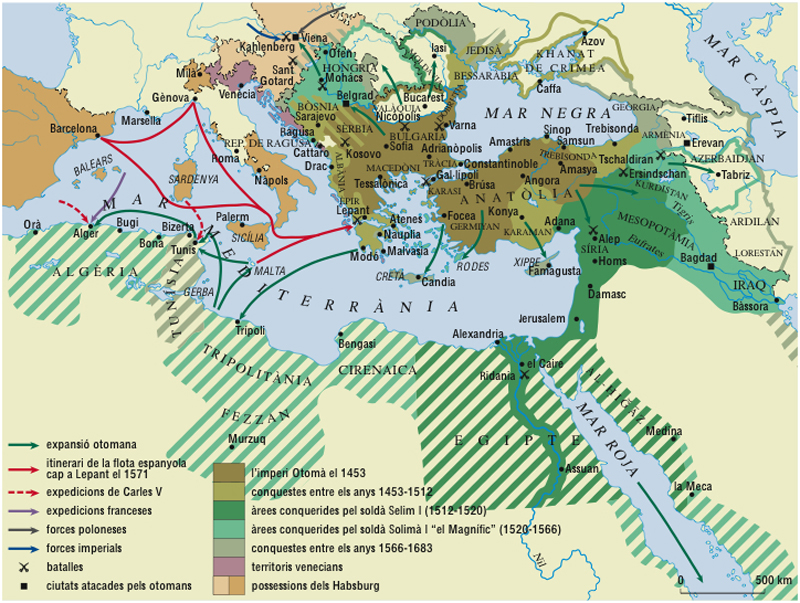
Imperi Otomà.

El mètode va ser introduït a Europa a principis del segle xviii pels metges otomans. La primera publicació a Europa sobre la variolació va ser un document de 4 pàgines redactat pel Dr. Emanuel Timonius (1669 – 1720) «Historia variolarum quae per instionem excitantur» publicat a «Acta Eruditorum, Anno MDCCXLV» a Londres i Lipsia. El Dr. Timonius va ser testimoni de la gran epidèmia de verola que va patir Istanbul el 1701 i de com s'aplicava la tècnica en la població. El 1713 va enviar un comunicat a la Royal Society de Londres en el qual parlava sobre el mètode de la variolació i que aquest l'utilitzaven de manera generalitzada els turcs, els quals havien importat la tècnica de la cultura asiàtica a través de dones del Caucas.
Dos anys després, el 1715, el metge grec Jacob Pylarini (1659- 1718) va publicar un altre tractat, on explicava que havia inoculat el virus a més de 40.000 persones. Aquest va enviar el seu article a «The Royal Society» independentment de Timonius.
Ni els informes de Timonius ni els de Pylarini van canviar l'opinió dels metges anglesos. Aquestos es mostraven cautelosos a l'hora d'arriscar la seva reputació mitjançant l'ús d'aquesta tècnica poc convencional.

### Lady Mary Wortley Montagu

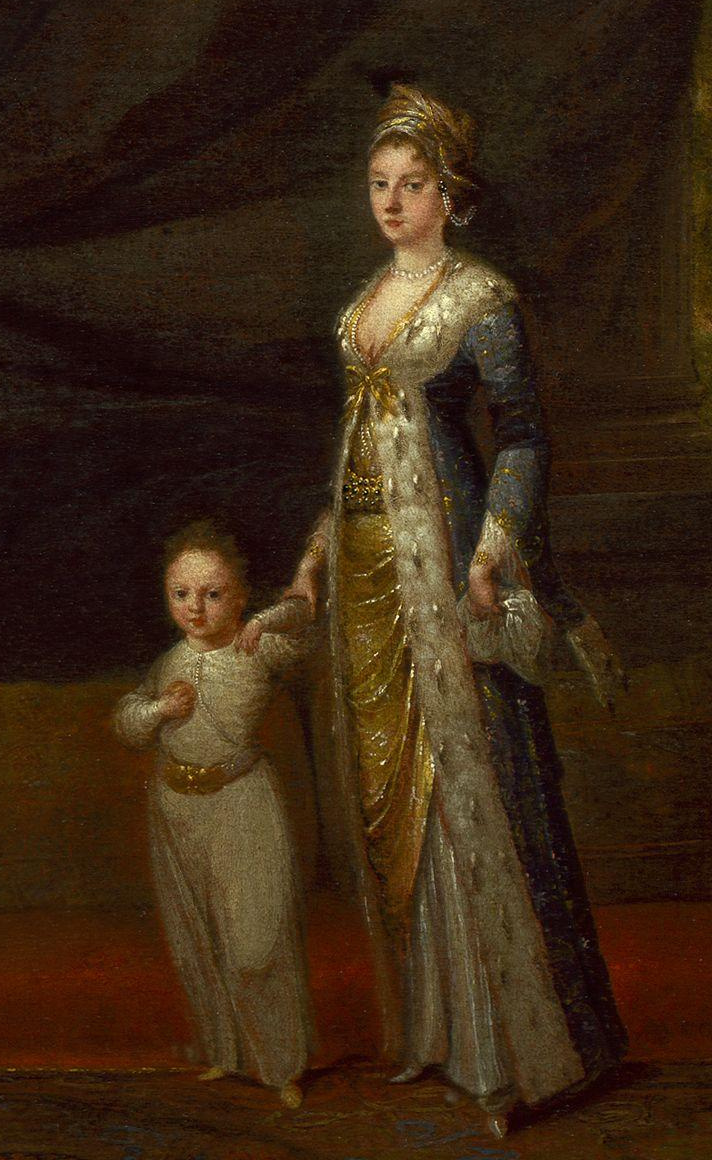
Lady Mary Wortley Montagu amb el seu fill Edward, per Jean Baptiste Vanmour

En l'ambaixada Britànica on el Dr. Timonius havia treballat com a traductor, tindrà lloc la visita de Lady Mary Montagu Worthley, que estava a Turquía amb el seu marit, Lord Montagu Worthley, ambaixador britànic. Timonius va inspirar aquesta dona aristocràtica, atenta al seu ús de la tècnica d'inoculació de la verola. En una sèrie de cartes als seus amics a Europa, Lady Montagu va popularitzar la variolació a Occident explicant com s'havia empleat a Turquia.
Era una escriptora, compromesa amb la societat, que va néixer el 1689. Fou educada a la biblioteca del seu pare i per això era tan culta. Va començar la carrera com a escriptora quan era una adolescent, escrivint poemes i una autobiografia. Es va enamorar de Edward Worthley Montagu, que el seu pare no acceptava i per això van decidir marxar junts.
Durant els seus primers anys de matrimoni, ella mostrava una certa preocupació per la gran quantitat de casos de verola que afectaven la població durant aquells temps, inclòs el seu germà qui va morir als 20 anys a causa d'aquesta malaltia. Dos anys més tard, al voltant de l'any 1715, ella també va emmalaltir de verola i, per sorpresa de tots, va sobreviure. Però li van quedar cicatrius importants, i li van caure les pestanyes.
Entre els anys 1717 i 1718 es va quedar a Edirne i Estambul, on va escriure una sèrie de cartes als seus amics on anotava les seves impressions objectives sobre aquesta malaltia i com es tractava.
Però en particular va escriure una carta a Sarah Chiswell el dia 1 d'abril del 1717, qui vivia a Anglaterra. En la carta li explicava com es duia a terme la variolació a Turquia: ho feien les dones amb més experiència, inoculant la soca inactiva que duien en una closca de nou, i l'inoculaven amb la punta d'una agulla fent una rascada a la pell en una vena humana, i cosint-la després.
En la carta explicava la situació de la verola a Turquia, la qual era una malaltia totalment inofensiva gràcies a la inoculació. De manera que cada tardor a prop del mes de setembre quan disminuïa la calor i es pensava que la malaltia podia rebrotar, es formaven grups d'entre 15 i 16 persones i una senyora gran amb experiència venia amb la closca de nou plena de matèria que contenia verola, i la inoculava.
Llavors amb una llarga agulla feia una rascada a la vena i s'introduïa la punta de l'agulla, inoculant el virus. Aquest procés es repetia entre 4 i 5 vegades. Al cap de poc la febre començava i calia que s'estiguessin dos dies al llit, rarament tres dies. Normalment no els sortien més de vint o trenta pústules a la cara, i mai no deixaven marques. Així, als vuit dies ja es trobaven tan bé com abans, i estaven protegits dels possibles brots de verola humana.
Els grecs tenien la superstició de fer l'obertura al mig del front, una altra en cada braç i una altra en el pit, però tenen un mal efecte perquè provoquen marques clarament visibles. Els que no eren supersticiosos no realitzaven les obertures en aquests llocs, sinó que elegeixen llocs més amagats. Milers de persones es van sotmetre a aquesta tècnica.
Lady Montagu estava convençuda que era una tècnica totalment eficaç i segura, per això volia provar-ho a la seva filla i intentar parlar amb els metges d'Anglaterra per intentar convèncer-los que era una tècnica que salvaria milers de persones.

## Mecanisme
El mètode de variolació podia variar d'una cultura a una altra, però es basava principalment en posar en contacte d'un pacient que mai havia sigut infectat per la verola amb restes de pústules d'una persona que sí que hagués passat la malaltia, de manera que es produís una infecció lleu o quasi inexistent, ja que les partícules víriques presents en les pústules presentaven una virulència reduïda.
Es van detectar dues formes de la malaltia de la verola, que ara es reconeixen com dues soques del virus de la verola. Aquells que contreien la Verola Minor tenien un risc molt reduït de morir (1-2%) comparat amb aquells que contreien la Verola Major amb un 30% de mortalitat.
La infecció per inhalació de partícules virals estenia la infecció de forma més àmplia que si aquesta es duia a terme a través d'una petita ferida en la pell. Les infeccions localitzades i poc virulentes són adequades per a estimular el sistema immunitari per desenvolupar una immunitat específica en contra del virus, mentre que seran necessàries més generacions víriques per arribar a nivells d'infecció capaços de matar el pacient.
L'augment de la resposta immunitària elimina la infecció. El doble efecte és assegurar la presència d'una versió menys greu de la infecció i donar al sistema immunitari el millor començament possible en la lluita contra ella.
La variolació en les zones de l'Est es duia a terme acostant restes de les crostes de les pústules produïdes per la malaltia a l'obertura nasal. Per altra banda, en el Regne Unit, Europa i les colònies americanes, el mètode preferit era fregar material pertanyent a les pústules produïdes per la verola, preferiblement un cas lleu (Verola Minor), en una petita ferida entre el dit polze i l'índex. Això normalment es duia a terme en individus que es trobaven en un estat de bona salut i en conseqüència amb una bona resistència.
El pacient desenvoluparia la verola però, a causa d'haver estat introduïda a través de la pell i no per via respiratòria, i possiblement a causa del possible estat preexistent de bona salut i de la petita dosi inoculada, el cas resultant de verola solia ser més lleu que l'adquirit de manera natural (presentava una mortalitat més reduïda). D'aquesta manera, igual que els supervivents de la malaltia natural, els individus inoculats eren posteriorment immunes a una re-infecció.

### Base immunològica
Un cop el pacient havia entrat en contacte amb el virus de la verola, aquest era detectat pel sistema immunitari. Les cèl·lules de la immunitat innata o inespecífica (macròfags i cèl·lules dendrítiques, entre d'altres) presenten a la seva membrana uns receptors anomenats PRR (de l'anglès pattern recognition receptor) que detecten unes estructures presents en els cossos aliens al mateix organisme. Per tant, un cop el virus de la verola es trobi a l'interior del cos podrà ser detectat per aquests agents del sistema immune.
La detecció de les partícules víriques desencadenarà una resposta inespecífica. Els macròfags iniciaran un procés inflamatori a partir de la producció de citocines proinflamatories com són el factor de necrosi tumoral alfa (TNF-α), IL1β, IL6 o IL8 i acabarà fagocitant el patogen.
Per altra banda, les cèl·lules dendrítiques encara que formen part de la immunitat innata, sent capaces de fagocitar patògens, tenen com a funció principal el processat del material antigènic, retornar-lo a la seva superfície i presentar-lo a les cèl·lules especialitzades del sistema immunitari adaptatiu en el gangli limfàtic més proper.
En el gangli limfàtic es produirà l'activació de la resposta immunitària adaptativa o específica. Els limfòcits B i T específics per a l'antigen de la verola s'activaran en detectar les partícules víriques presentades per les cèl·lules del sistema immunitari innat.
L'activació els limfòcits T, a conseqüència de la presentació de l'antigen, provocarà que es multipliquin i secretin citocines que ajudaran a activar altres components de la immunitat específica. L'expansió clonal dels limfòcits T donarà lloc a limfòcits T de memòria que actuaran d'una forma més ràpida i eficient en cas d'una segona infecció.
L'activació de limfòcits B donarà lloc a la diferenciació d'aquests en dos possibles llinatges cel·lulars: la fase de cèl·lules plasmàtiques produiran anticossos, l'expressió de citocines solubles i l'activació de PRRs solubles. També es produiran limfòcits B de memòria.
La presència d'aquests limfòcits de memòria és el que permetia que les persones prèviament immunitzades en contra de la verola no patissin una segona infecció i gràcies que en el mètode de la variolació s'utilitzaven virus poc virulents la majoria de pacients no desenvolupaven la malaltia.

## Edward Jenner i la vacunació
Els mètodes de la variolació implicaven la transferència de fluid orgànic de persona a persona i els estudis científics van demostrar els perills i riscos que això suposava. Edward Jenner (1749-1823) va dur a terme un experiment que va permetre la creació de la vacuna de la verola el 1789, que va ser un mètode científic més segur. L'experiment consistia a inocular a un nen de vuit anys (James Phipps) l'exsudat d'una pústula de verola procedent de la mà d'una dona que, al munyir vaques, tenia contacte amb el virus de la verola bovina, de manera que presentava la malaltia, però aquesta era menys virulenta que la verola humana. Un cop el nen va adquirir la immunitat, Edward Jenner va inocular-li el virus de la verola humana i es va observar que el nen no desenvolupava la malaltia. D'aquesta manera es va crear la vacuna.
Aquesta nova tècnica es va introduir en la literatura mèdica turca durant la primera dècada del segle xix. Els metges Mustafa Behcet i Saniza de Ataullah van ser els primers a treballar per introduir la vacuna de la verola el 1812.

## Conclusions
El mètode de la variolació aplicada a Turquia durant el segle xvii no va ser una tècnica descoberta pels turcs, ja que va ser una pràctica tradicional molt coneguda des de feia segles a regions d'Àsia, principalment. La tècnica de la variolació va arribar a Occident gràcies a europeus residents a l'Imperi Otomà que van aprendre la tècnica.
Així, Turquia va proporcionar un pont per entendre l'ús d'aquesta tècnica i va inspirar Edward Jenner per crear un mètode més segur, la vacuna contra la verola.
Aquesta vacuna condueix finalment a l'erradicació d'aquesta catàstrofe mundial el 1980, el que suposa un pas en la història de les malalties contagioses i en la ciència de la medicina.